# Друидс (футбольный клуб)
«Руабон Друидс» (англ. Ruabon Druids F.C.; валл. CP Derwyddon) или просто «Друидс» — валлийский футбольный клуб, который базировался в Руабоне (неподалёку от Рексема). Был основан в 1869 году под названием «Плазмадок» (англ. Plasmadoc F.C.) Дэвидом Томсоном и его братом Джорджем. В 1872 году «Плазмадок» объединился с двумя другими командами из Руабона, «Руабон Роверс» (англ. Ruabon Rovers F.C.) и «Руабон Волэнтиерз» (англ. Ruabon Volenteers F.C.), образовав клуб «Руабон Друидс» или просто «Друидс».
«Друидс» стал первым клубом из Уэльса, сыгравшим в Кубке Англии, а также в Лиге Бирмингема и окрестностей. «Друидс» восемь раз выигрывал Кубок Уэльса.
Команда проводила домашние матчи на стадионе «Уиннстрей Парк» в Уиннстрее, Руабон. Игроки «Друидс» выступали в белых футболках, чёрных шортах и вишнёво-чёрных (или просто чёрных) гетрах.

## История
Клуб был основан в 1869 году под названием «Плазмадок» (англ. Plasmadoc F.C.) Дэвидом Томсоном и его братом Джорджем в посёлке Кевн Маур. Домашним стадионом команды был «Плазмадок Граунд». Три года спустя под руководством Ллевелина Кенрика «Плазмадок» объединился с клубами «Руабон Роверс» (англ. Ruabon Rovers) (шахтёрской командой Руабона) и «Руабон Волэнтиерз» (англ. Ruabon Volunteers), образовав клуб «Руабон Друидс» или просто «Друидс».
В марте 1876 года Ллевелин Кенрик основал Футбольную ассоциацию Уэльса, а 25 марта национальная сборная Уэльса провела первый в своей истории матч против сборной Шотландии. В том матче сыграло 6 игроков «Друидс», включая Кенрика.
В сезоне 1876/77 «Друидс» стал первым валлийским клубом, принявшим участие в розыгрыше Кубка Англии. В сезоне 1877/78 «Друидс» дошёл до третьего раунда Кубка Англии, в котором проиграл будущему финалисту Кубка, клубу «Ройал Энджинирс».
В сезоне 1877/78 состоялся первый в истории розыгрыш Кубка Уэльса. «Друидс» принял в нём участие, добравшись до финала, в котором уступил «Рексему» со счётом 1:0.
После смерти основателя клуба Дэвида Томсона в 1878 году в возрасте 29 лет, «Друидс» утратил право выступать на стадионе «Плазмадок Граунд». Из-за этого клуб не смог принять участие в Кубке Уэльса сезоне 1878/79, а также проводить «домашние матчи» в связи с отсутствием собственного стадионе. Из-за этого команду покинули многие футболисты, включая Кенрика. От полного распада клуб спасла семья Уильямсов-Уиннов (Williams-Wynn baronets), которая разрешила клубу выступать на поле в Уиннстей, которое позже станет называться «Уиннстей Парк» и будет домашним стадионом «Друидс» на протяжении последующих сорока лет.
В сезоне 1879/80 «Друдис» вернулся в Кубок Уэльса. С 1879 по 1886 годы команда семь раз подряд выходила в финал этого турнира, выиграв его пять раз. Кроме того, в сезоне 1882/83 команда дошла до пятого раунда Кубка Англии (1/4 финала), а в сезоне 1884/85 — до четвёртого раунда (1/8 финала).
После семи успешных лет в валлийском футболе «Друидс» начал испытывать проблемы, связанные с распространением профессионального футбола. С 1886 по 1892 год команда не могла преодолеть даже второй раунд Кубка Уэльса; также команда неудачно выступала и в Кубке Англии.
В сезоне 1897/98 «Друидс» вступил в английскую лигу под названием «Комбинация», где провёл три сезона, финишируя на 10-м, 4-м и 3-м местах соответственно. В сезонах 1897/98 и 1898/99 «Друидс» выиграл свой шестой и седьмой Кубок Уэльса. В сезоне 1902/03 команда выиграла Любительский кубок Уэльса, а в сезоне 1903/04 — свой восьмой и последний Кубок Уэльса.
К тому моменту «Уиннстей Граунд» уже не соответствовал требованиям к футбольным стадионам того времени, а владельцы не разрешали модернизировать стадион. У «Друидс» начались финансовые трудности. После войны клуб фактически перестал функционировать, покинул «Уиннстей Парк» и объединился с клубом «Росимедре» (англ. Rhosymedre F.C.), образовав «Росимедре Друидс» (англ. Rhosymedre Druids F.C.), который выступал на стадионе «Черч Филд» в Росимедре.
В 1923 году из-за финансовых трудностей «Друидс» вновь объединился с другой командой, «Акревайр Юнайтед» (англ. Acrefair United F.C.), образовав новый клуб «Друидс Юнайтед».
«Друидс Юнайтед» существовал в 1923 по 1992 год, после чего объединился с клубом «Кевн Альбион» (англ. Cefn Albion F.C.), образовав новый клуб «Кевн Друидс» (англ. Cefn Druids F.C.), который существует до сих пор и выступает в Валлийской премьер-лиге.

## Статистика выступлений в лиге
| Сезон   | Лига                                | М  | В  | Н | П  | МЗ | МП | Очки | Поз. | Ком. |
| ------- | ----------------------------------- | -- | -- | - | -- | -- | -- | ---- | ---- | ---- |
| 1890/91 | Старшая лига Уэльса                 | 10 | 7  | 1 | 2  | 45 | 14 | 13*  | 1    | 6    |
| 1892/93 | Старшая лига Уэльса                 | 14 | 9  | 3 | 2  | 46 | 21 | 21   | 1    | 8    |
| 1893/94 | Старшая лига Уэльса                 | 14 | 10 | 2 | 2  | 59 | 19 | 22   | 2    | 9    |
| 1894/95 | Старшая лига Уэльса                 | 15 | 7  | 4 | 4  | 50 | 32 | 18   | 3    | 9    |
| 1895/96 | Старшая лига Уэльса                 | 12 | 4  | 5 | 3  | 26 | 22 | 13   | 3    | 7    |
| 1896/97 | Старшая лига Уэльса                 | 14 | 10 | 3 | 1  | 49 | 19 | 23   | 1    | 8    |
| 1897/98 | Комбинация                          | 24 | 9  | 3 | 12 | 43 | 46 | 21   | 10   | 13   |
| 1898/99 | Комбинация                          | 28 | 16 | 1 | 11 | 64 | 31 | 33   | 4    | 15   |
| 1899/00 | Комбинация                          | 16 | 9  | 3 | 4  | 38 | 28 | 21   | 3    | 9    |
| 1900/01 | Лига Бирмингема и окрестностей      | 34 | 11 | 9 | 14 | 61 | 62 | 31   | 12   | 18   |
| 1901/02 | Лига Бирмингема и окрестностей      | 34 | 12 | 4 | 18 | 54 | 82 | 28   | 13   | 18   |
| 1902/03 | Лига Бирмингема и окрестностей      | 34 | 13 | 5 | 16 | 48 | 58 | 31   | 11   | 18   |
| 1903/04 | Лига Бирмингема и окрестностей      | 34 | 10 | 4 | 20 | 63 | 78 | 24   | 16   | 18   |
| 1904/05 | Комбинация                          | 26 | 7  | 5 | 14 | 29 | 54 | 19   | 13   | 14   |
| 1905/06 | Комбинация                          | 28 | 14 | 5 | 9  | 52 | 46 | 33   | 4    | 15   |
| 1906/07 | Комбинация                          | 26 | 6  | 6 | 14 | 29 | 70 | 18   | 13   | 14   |
| 1907/08 | Комбинация                          | 26 | 9  | 5 | 12 | 53 | 58 | 23   | 8    | 14   |
| 1908/09 | Комбинация                          | 30 | 10 | 4 | 16 | 51 | 74 | 24   | 14   | 16   |
| 1909/10 | Комбинация                          | 30 | 7  | 3 | 20 | 44 | 83 | 17   | 14   | 16   |
| 1910/11 | Дивизион 1 Ливерпульской комбинации | 24 | 6  | 5 | 13 | 30 | 48 | 17   | 11   | 13   |
| 1912/13 | Лига альянса северного Уэльса       | 26 | 7  | 2 | 17 | 39 | 80 | 16   | 12   | 14   |

## Игроки сборной
Некоторые игроки клуба «Друидс» выступали за национальную сборную Уэльса. Они перечислены ниже. В скобках указаны матчи за сборную Уэльса: сначала — будучи игроком «Друидс», затем — общее количество матчей за национальную сборную.
- Гарри Адамс[англ.] (2) (4)
- Эдвард Боуэн[англ.] (2) (2)
- Уильям Батлер[англ.] (2) (2)
- Ниветт Кросс[англ.] (3) (3)
- Артур Дейвис[англ.] (1) (2)
- Джон Прайс Дейвис[англ.] (2) (2)
- Роберт Дейвис[англ.] (1) (1)
- Томас Дейвис[англ.] (4) (4)
- Джек Даути (1) (8)
- Даниел Грей[англ.] (2) (2)
- Рубен Хамфриз[англ.] (1) (1)
- Джон Джонс[англ.] (1) (1)
- Ралф Джонс[англ.] (1) (1)
- Роберт Алберт Джонс[англ.] (4) (4)
- Сэмьюэл Джонс[англ.] (1) (6)
- Уильям Пи Джонс[англ.] (2) (4)
- Ллевелин Кенрик[англ.] (3) (5)
- Чарльз Кетли[англ.] (1) (1)
- Дики Моррис[англ.] (2) (11)
- Джек Пауэлл (9) (15)
- Джордж Ричардс[англ.] (3) (6)
- Роберт Робертс[англ.] (1) (9)
- Чарльз Томас[англ.] (2) (2)
- Дэвид Томсон[англ.] (1) (1)
- Джордж Томсон[англ.] (2) (2)
- Джим Вон[англ.] (4) (4)
- Джон Вон[англ.] (9) (11)
- Ифриэм Уильямс[англ.] (5) (5)
- Уильям Уильямс[англ.] (9) (11)

## Достижения
- Чемпион Старшей лиги Уэльса (3): 1890/91, 1892/93, 1896/97
- Обладатель Кубка Уэльса (8): 1879/80, 1880/81, 1881/82, 1884/85, 1885/86, 1897/98, 1898/99, 1903/04
- Любительский кубок Уэльса: 1902/03